# Dan Kinsey
Daniel Chapin Kinsey (22. ledna 1902 St. Louis, Missouri – 27. června 1970 Richmond, Indiana) byl americký atlet, sprinter, olympijský vítěz v běhu na 110 metrů překážek z roku 1924.

## Sportovní kariéra
První atletické úspěchy získal jako student University of Illinois, když se v roce 1924 stal akademickým mistrem USA v běhu na 120 yardů překážek. Na olympiádě v Paříži v roce 1924 ve finále běhu na 110 metrů překážek těsně porazil jihoafrického závodníka Sydney Atkinsona a stal se olympijským vítězem.